# أبخاص
أبخاص إحدى قرى لمركز الباجور التابع لمحافظة المنوفية في جمهورية مصر العربية.

## التاريخ
قرية أبخاص من القرى القديمة، حيث وردت باسم «إبخاس» في أعمال المنوفية ضمن قرى الروك الناصري التي أحصاها ابن الجيعان في كتاب «التحفة السنية بأسماء البلاد المصرية». وفي العصر العثماني وردت باسم «إبخاس» في التربيع العثماني الذي أجراه الوالي العثماني سليمان باشا الخادم في عصر السلطان العثماني سليمان القانوني ضمن قرى ولاية المنوفية، وفي تاريخ 1228هـ/1813م الذي عدّ قرى مصر بعد المسح الذي قام به محمد علي باشا باسم «إبخاص» ضمن قرى مديرية المنوفية.

## السكان
بلغ عدد سكان أبخاص 3,951 نسمة، حسب الإحصاء الرسمي لعام 2006.